# 간중초등학교
간중초등학교는 대한민국 전북특별자치도 완주군 용진읍 간중리에 있는 공립 초등학교이다.

## 학교 연혁
- 1964.03.01 용봉국민학교 간중분교 개교
- 1967.03.11 간중국민학교 개교
- 1981.03.10 병설유치원 개원
- 1996.03.01 간중초등학교로 개칭
- 2022.03.01 제22대 손여경 교장 부임
- 2025.01.03 제56회 졸업(총 1,963명)

## 참고 자료
- 간중초등학교 - 한국교육학술정보원 학교알리미